# World Be Gone
World Be Gone è il diciassettesimo album in studio del duo synthpop britannico Erasure, pubblicato nel 2017, è distribuito dalla Mute Records.

## Tracce
1. Love You to the Sky – 4:26
2. Be Careful What You Wish For! – 3:21
3. World Be Gone – 3:29
4. A Bitter Parting – 3:13
5. Still It's Not Over – 4:03
6. Take Me Out of Myself – 4:24
7. Sweet Summer Loving – 3:25
8. Oh What a World – 4:15
9. Lousy Sum of Nothing – 4:12
10. Just a Little Love – 3:13

## Formazione
- Andy Bell
- Vince Clarke